# Citroën Jumpy I
 (avril 2023).
Si vous disposez d'ouvrages ou d'articles de référence ou si vous connaissez des sites web de qualité traitant du thème abordé ici, merci de compléter l'article en donnant les références utiles à sa vérifiabilité et en les liant à la section « Notes et références ».
Les Citroën Jumpy/Dispatch I, Fiat Scudo I et Peugeot Expert I sont la première génération de camionnettes produites en partenariat entre PSA et Fiat dans l'usine SEVEL nord à partir de 1995, puis sous une forme restylée à partir de 2004.

## Généralités
Fruit d'un partenariat en entre les groupes PSA et Fiat, le Peugeot Expert, le Citroën Jumpy (appelé Citroën Dispatch en Grande-Bretagne) et le Fiat Scudo sont produits en France à l'usine SEVEL nord à partir de 1995. Le Jumpy/Dispatch a été couronné International Van of the Year 1995 par la presse européenne. Construits sur la base des monospaces Peugeot 806 - Citroën Évasion - Fiat Ulysse, ils ont été restylés en 2004.
Ce type de camionnette intermédiaire connaît un important succès en Europe grâce à une capacité de chargement importante (900 kg et 4 m3) dans un véhicule aux dimensions réduites. Une version familiale pouvant transporter neuf personnes est également proposée sous le nom de Fiat Scudo Combinato. Ils ont été notamment utilisé en France par la Gendarmerie nationale, la Police nationale, et La Poste ainsi qu'en Suisse par l'armée.

## Motorisations
Les motorisations disponibles sont : 
- Essence
  - 1,6 Fiat injection monopoint 81 ch dit 1580 SPI (1996-2000)
  - 1,8 PSA XU7JP 103ch (sur Peugeot Expert)
  - 2,0 16 soupapes PSA EW10J4 134 ch (2000-2006)
- Diesel :
  - 1,9 D PSA XUD9 ou DW8 71 / 68 ch
  - 1,9 TD PSA XUD9TF 89 ch
  - 2,0 8v Fiat JTD 93 ch
  - 2,0 HDI PSA DW10 95 ch
  - 2.0 HDI 8cv PSA DW10 110 ch

En 2004, la gamme fut soumise à un profond restylage, en parallèle avec les monospaces automobiles. Toute la face avant a été remodelée et lui donne une allure plus moderne. L'isolation des passages de roues a notamment été améliorée.

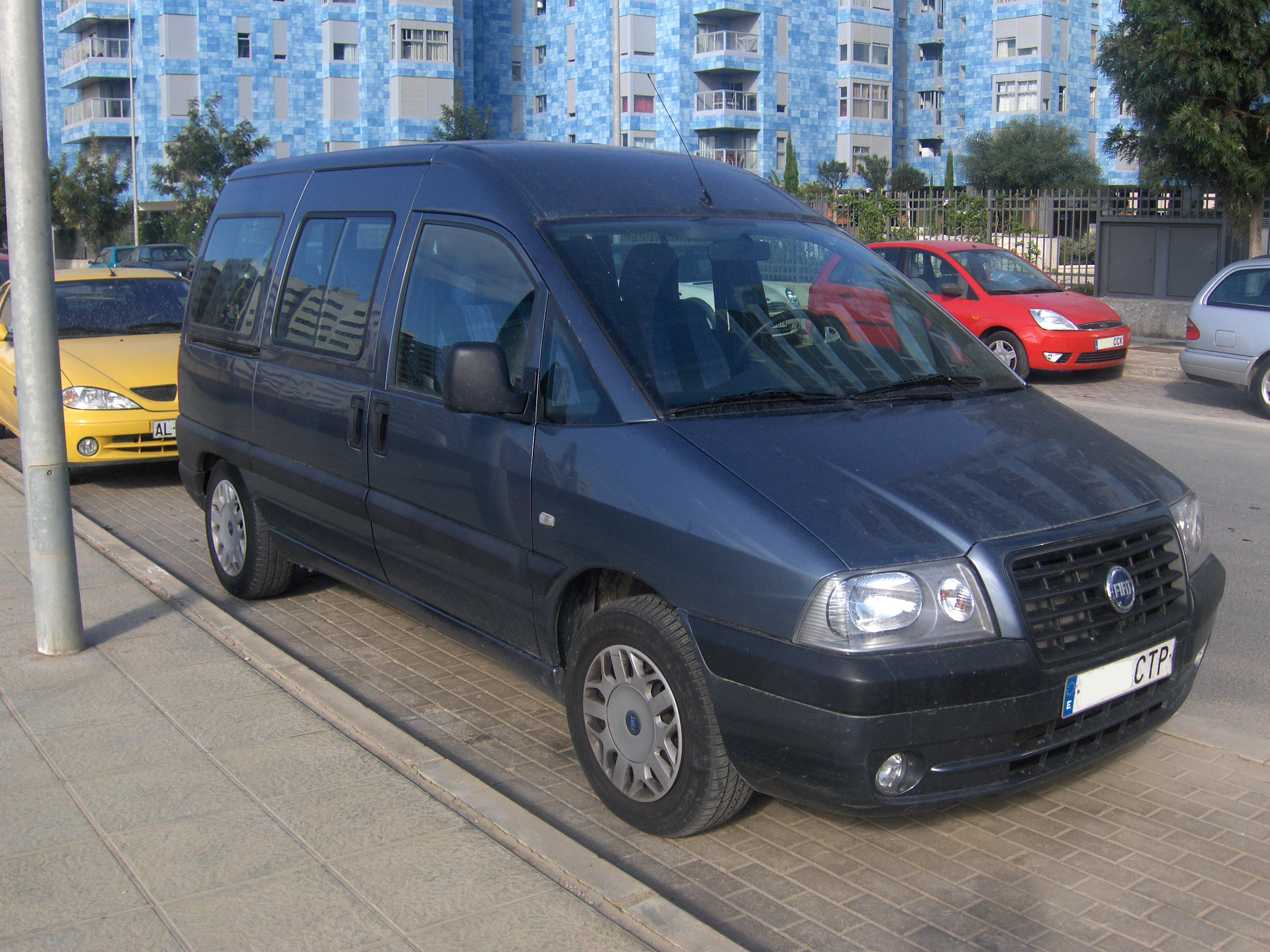
Fiat Scudo, phase 2.
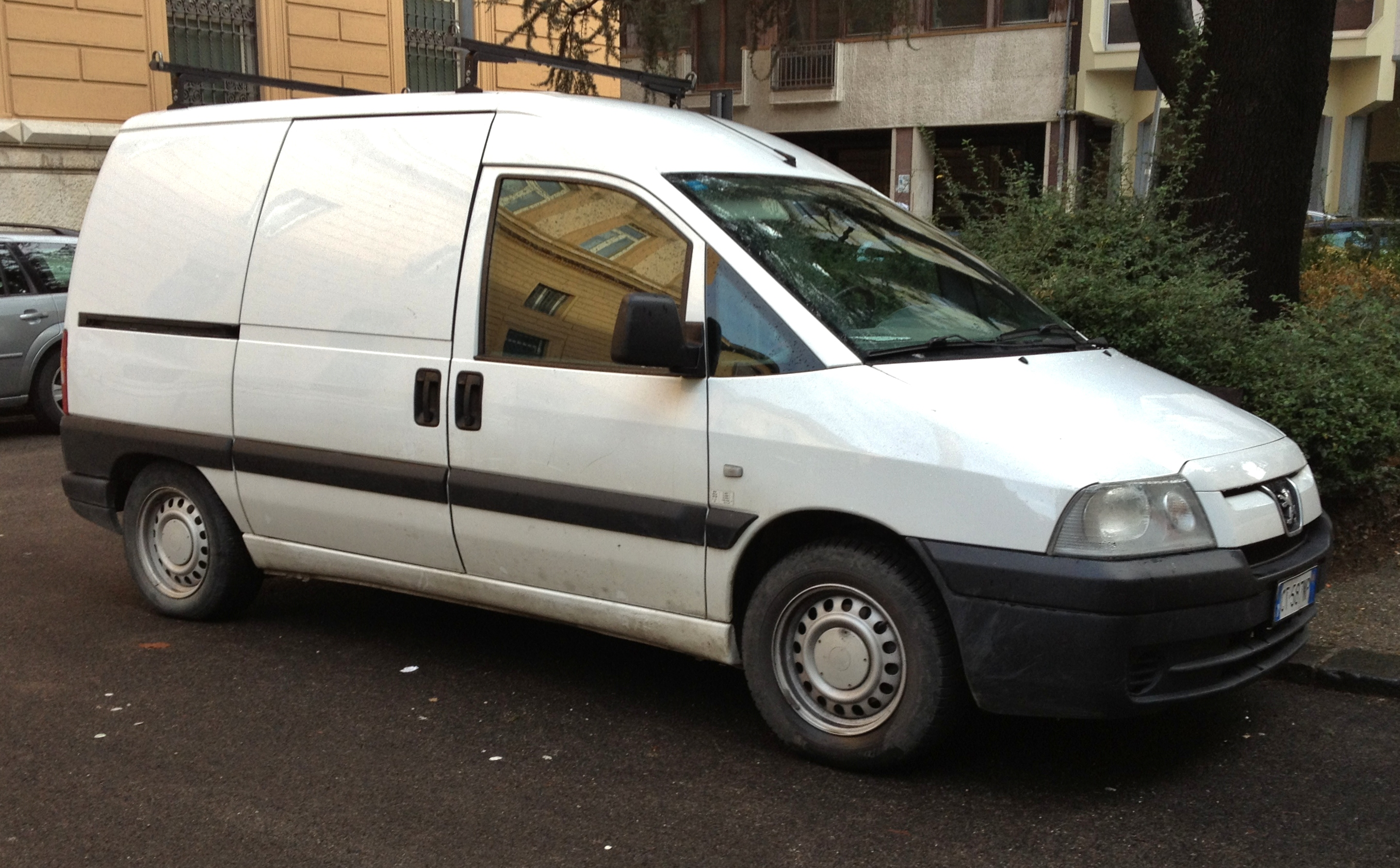
Peugeot Expert, fourgon, phase 2.
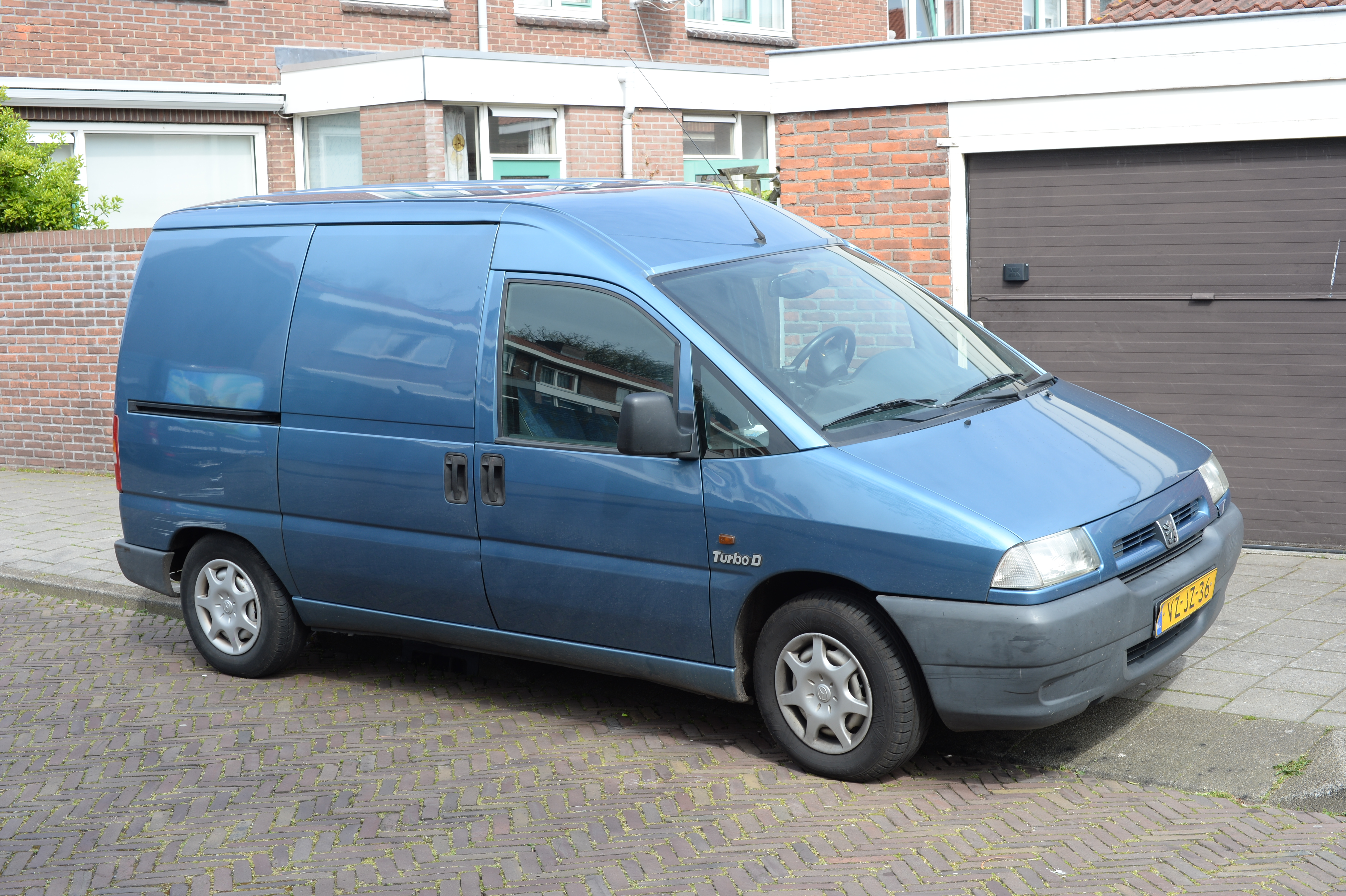
Peugeot Expert fourgon, phase 1
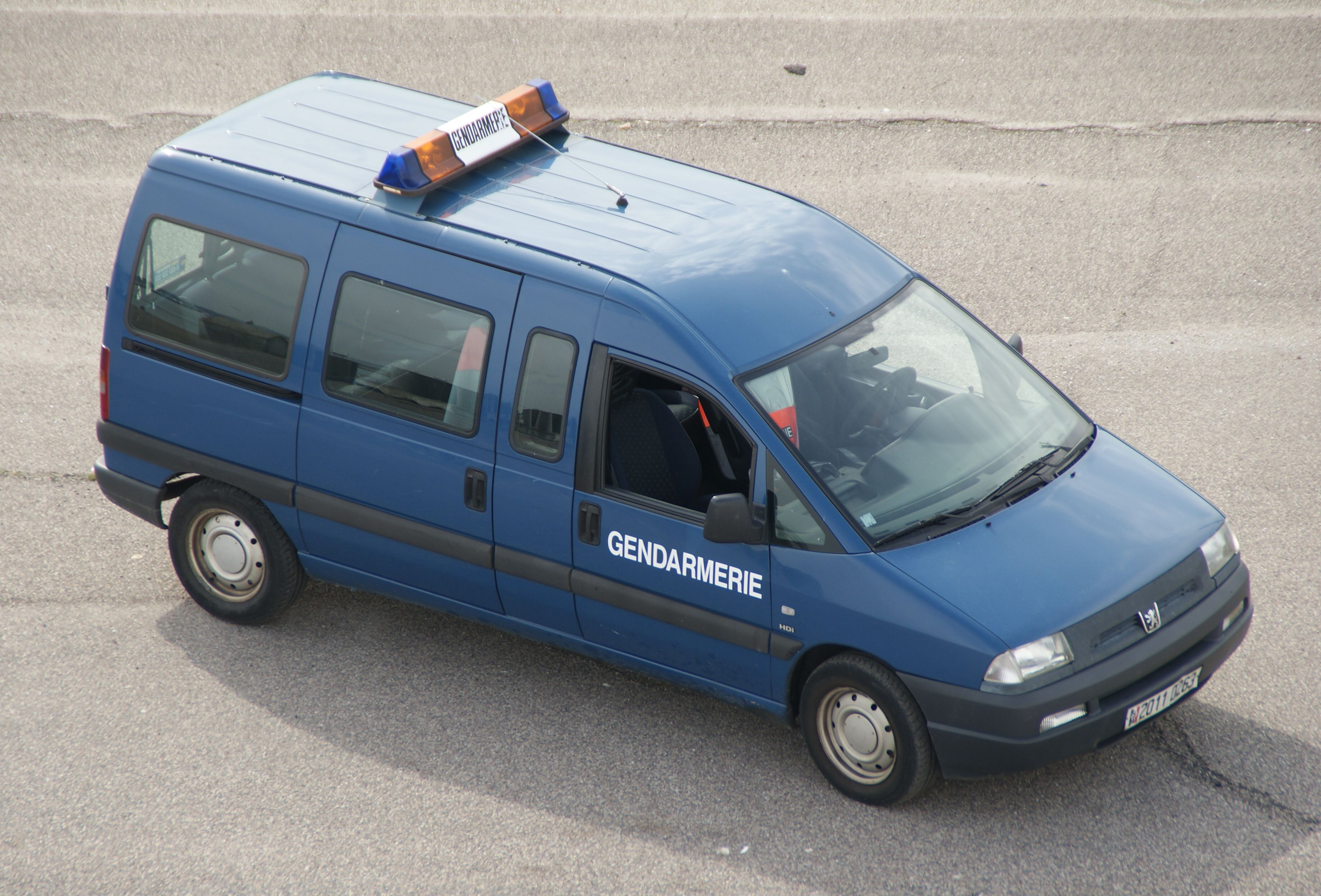
Peugeot Expert de la gendarmerie, phase 1
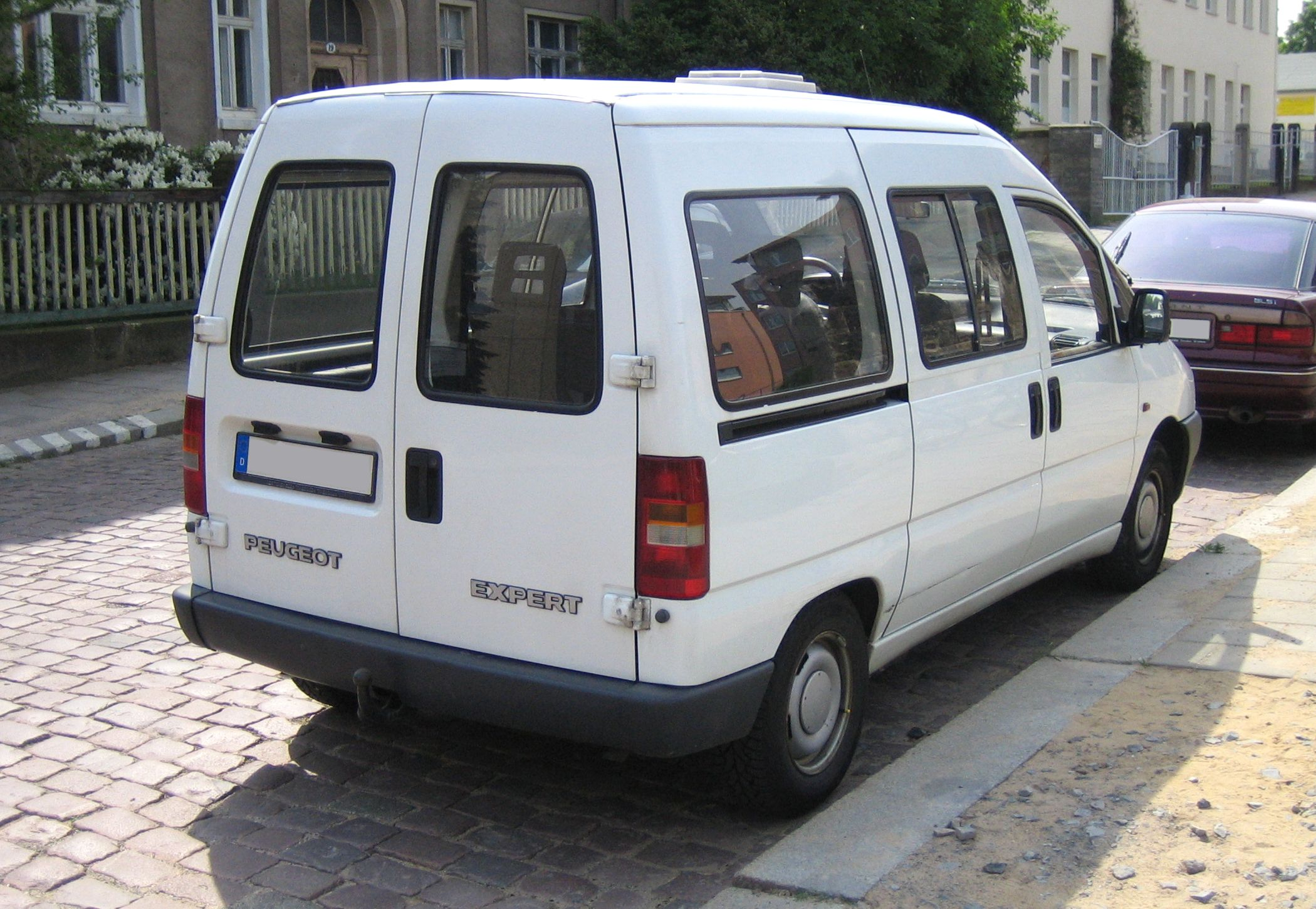
Peugeot Expert, phase 1, 9 places
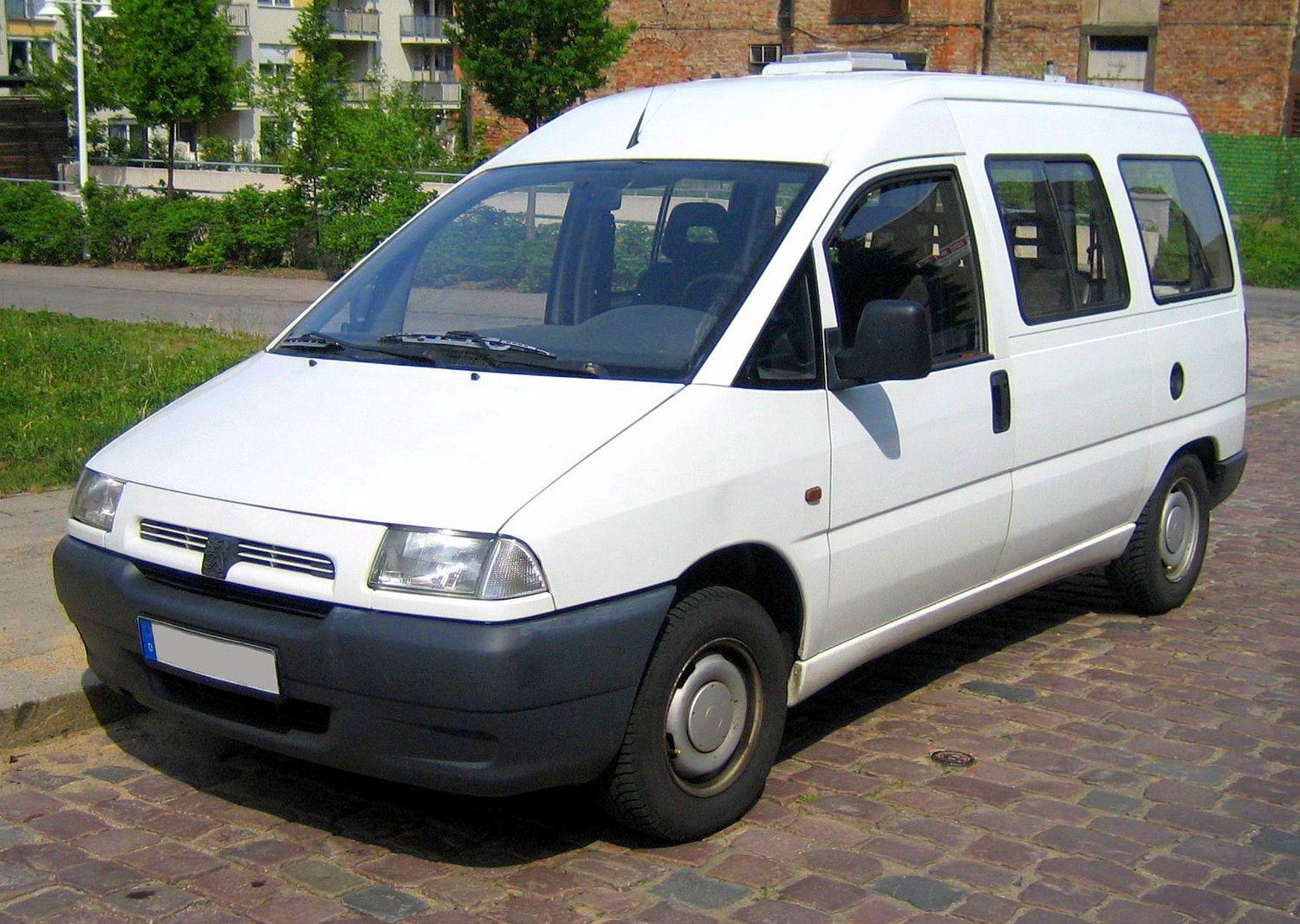
Peugeot Expert, phase 1, 9 places

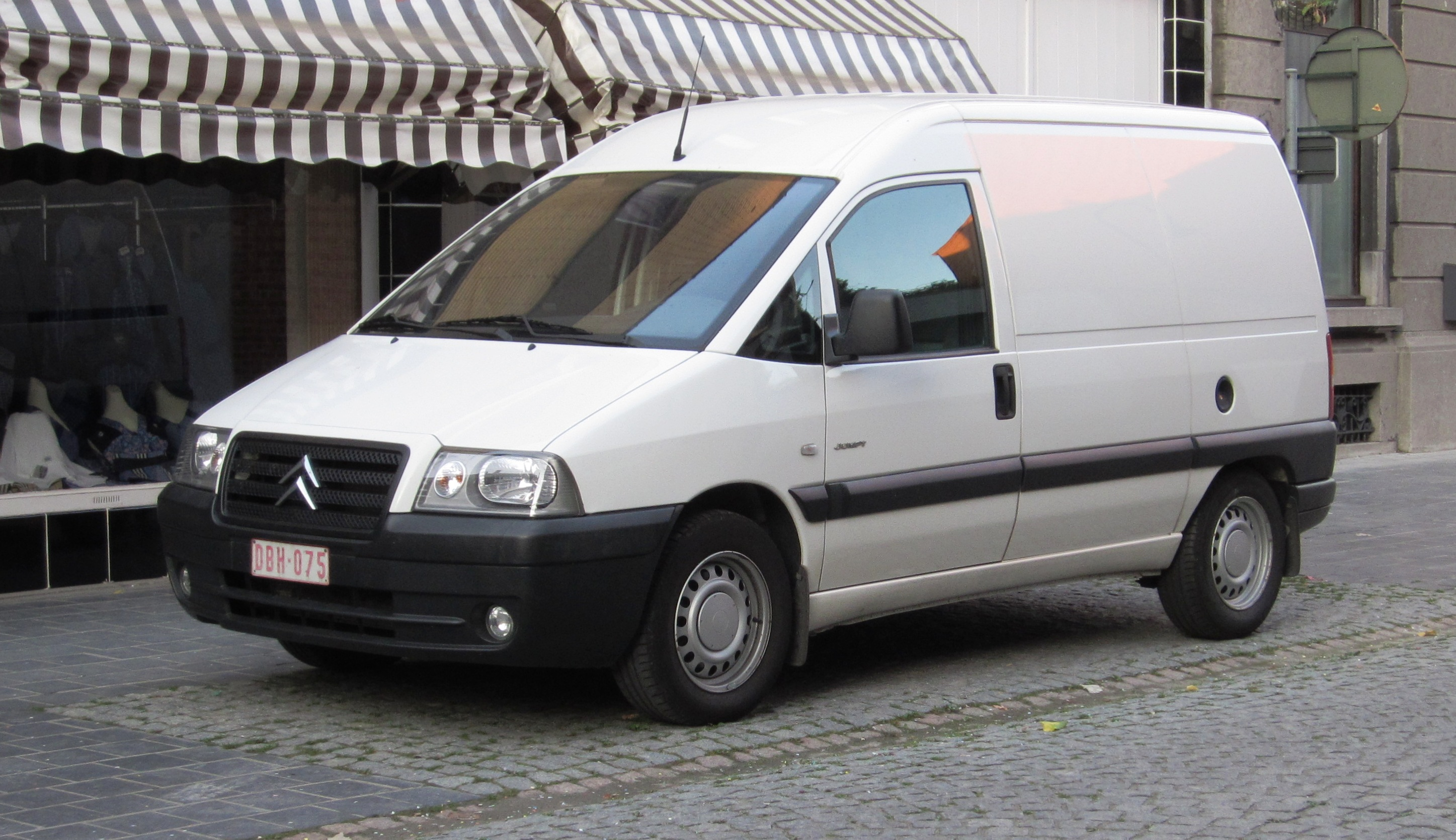
Citroën Jumpy fourgon, phase 2
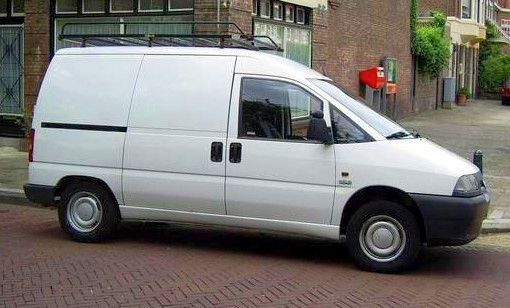
Citroën Jumpy fourgon, phase 1
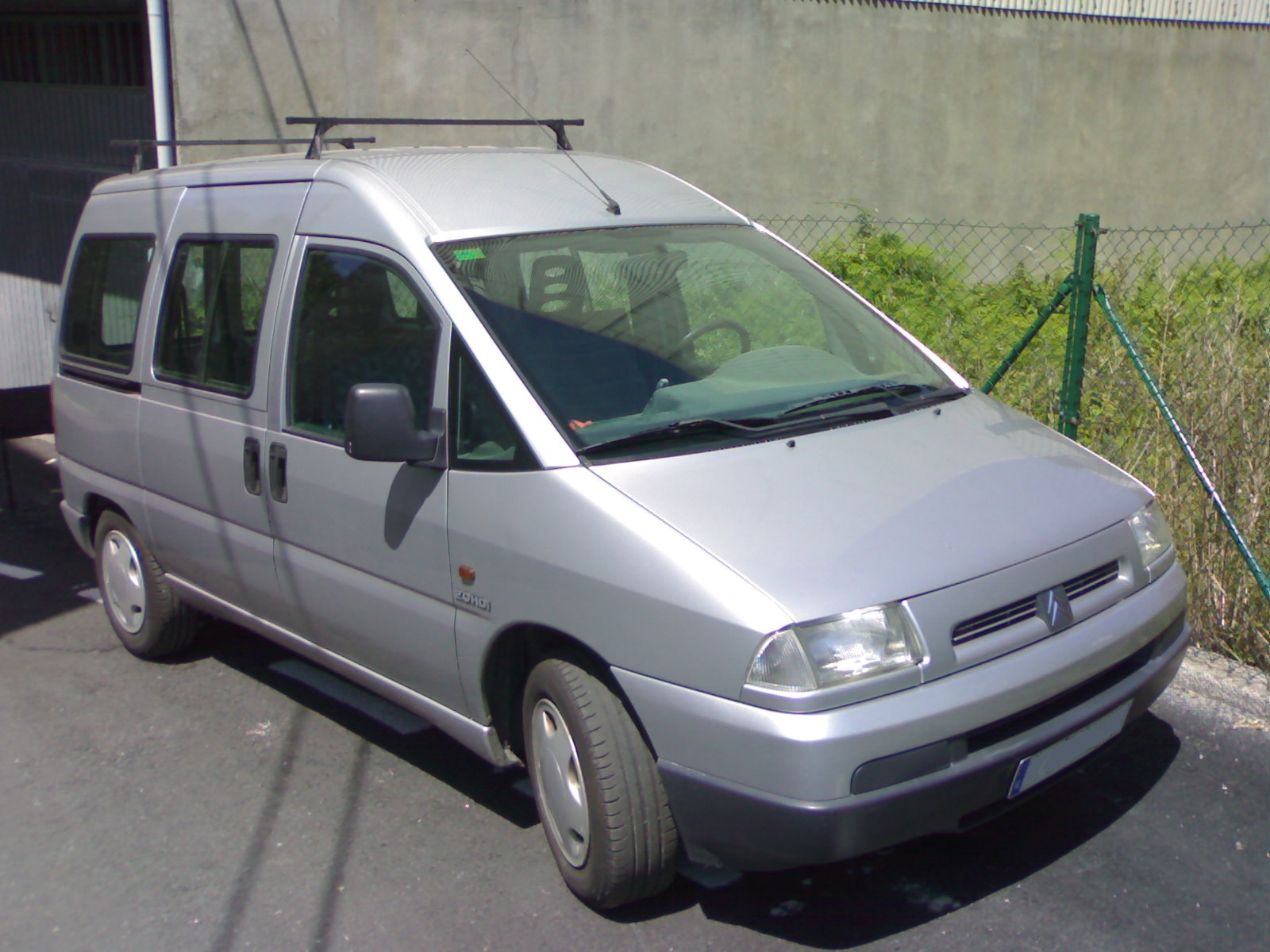
Citroën Jumpy, phase 1, 9 places
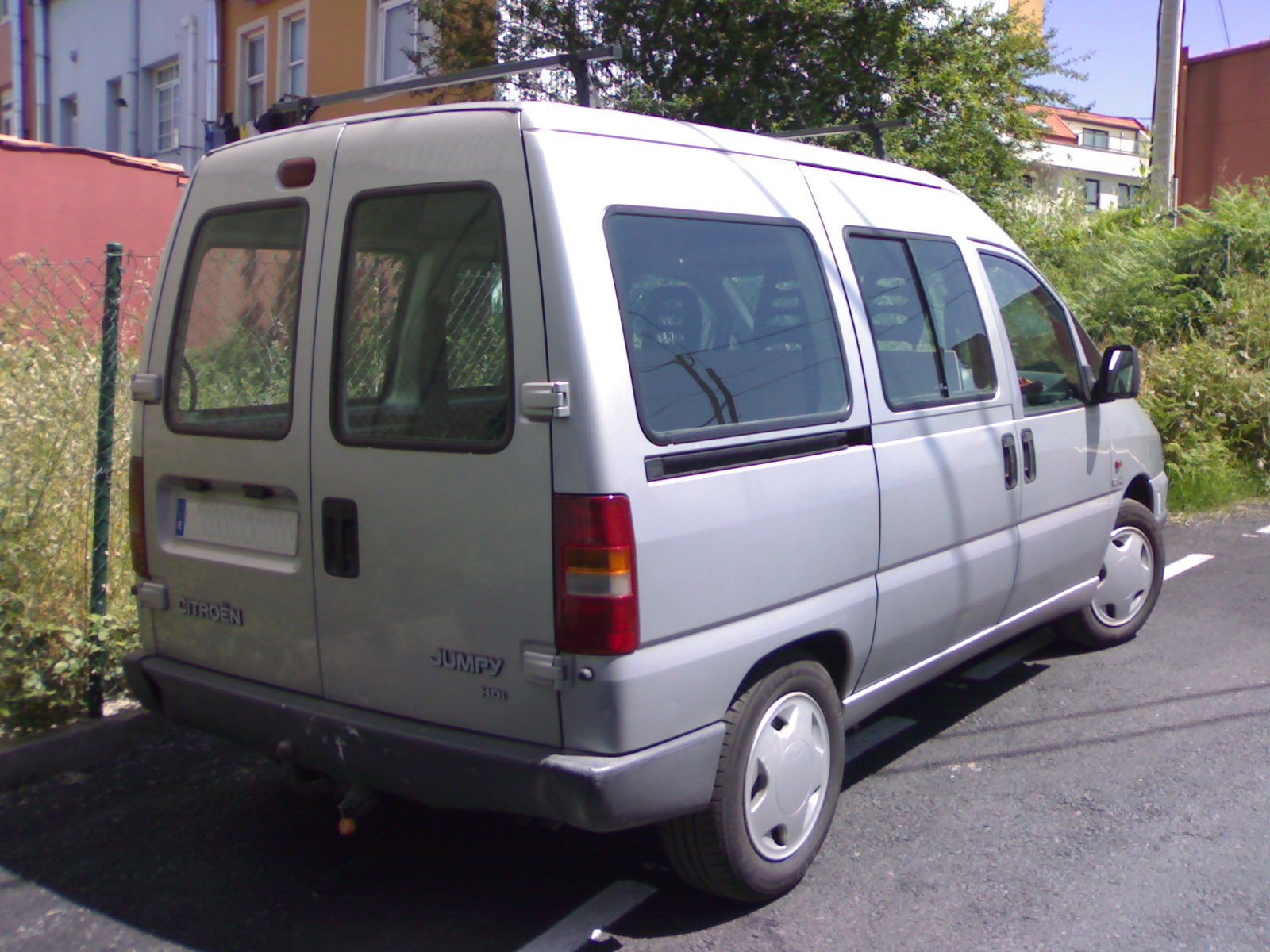
citroën Jumpy, phase 1, 9 places